# Ходіння за три моря (фільм)
«Ходіння за три моря» (інші назви «Афанасій Нікітін», «Мандрівник», гінді Pardesi, англ. Journey Beyond Three Seas) — історичний художній фільм 1957 року, перша спільна постановка радянських і індійських кінематографістів (кіностудії «Мосфільм» та «Найя Сансар») про подорож купця Афанасія Нікітіна за мотивами його однойменного оповідання.

## Сюжет
XV століття. Товариський купець Афанасій Нікітін (Олег Стриженов) вирушає в небезпечну морську подорож до Індії. У підсумку йому вдається прокласти торговий шлях з Європи і дізнатися про цю далеку і загадкову країну.

## У ролях
- Олег Стриженов —  Афанасій Нікітін
- Балрадж Сахні —  Сакарам
- Наргіс —  Чампа
- Ія Арепіна —  Дуняша
- Владислав Баландін —  тверський купець
- Віталій Бєляков —  Михайло Замков
- Іван Жеваго —  купець Каменєв
- Падміні —  придворна танцівниця Лакшмі
- Прітхвірадж Капур —  великий візир Махмуд Гаван
- Пайді Джайрадж —  посол Ширвану Хасан-бек
- Девід —  намісник Асад-хан
- Манмохан Крішна —  батько Чампі
- Ачала Сачдев —  мати Чампи
- Степан Каюков —  тверський купець
- Никифор Колофідін —  посол Івана III до двору ширваншаха Василь Папін
- Варвара Обухова —  мати Афанасія Нікітіна
- Борис Терентьєв —  батько Афанасія Нікітіна
- Леонід Топчиєв — великий князь Московський Іван III
- Всеволод Тягушев —  тверський купець
- Всеволод Якут —  Мігель
- Лев Лобов —  купець  (в титрах не вказаний)
- Михайло Трояновський — епізод
- Аннабхау Сате — епізод
- Володимир Кенігсон — озвучування

## Знімальна група
- Автори сценарію: Ходжа Аббас,  Марія Смирнова
- Режисери:  Василь Пронін, Ходжа Аббас
- Оператори:  Володимир Ніколаєв,  Євген Андріканіс, Рамчандра Сінгх
- Художники-постановники:  Михайло Богданов,  Геннадій Мясников, М. Ачхрекар
- Композитори:  Борис Чайковський, Аміль Бісвас
- Звукорежисер: Валерій Попов, Б. Бхаруча
- Художник по костюмах: Ольга Кручиніна
- Монтаж: Всеволод Массіно
- Пісні за кадром виконують: Лата Мангешкар, Міна Капур, хор